# کابررو (شیلی)
کابررو (به اسپانیایی: Cabrero) یک شهرستان در شیلی است که در Bío Bío province واقع شده‌است. کابررو ۶۳۹٫۸ کیلومترمربع مساحت و ۲۷٬۵۹۵ نفر جمعیت دارد و ۱۱۵ متر بالاتر از سطح دریا واقع شده.